# Golden Eagles de Salt Lake
Pour les articles homonymes, voir Eagles (homonymie).
Les Golden Eagles de Salt Lake sont une équipe de hockey qui était basée à Salt Lake City, aux États-Unis de 1969 à 1994 où ils sont devenus les Vipers de Détroit.

## Historique
Créés en 1969, les Golden Eagles jouent dans la Western Hockey League pendant cinq saisons. En 1984, ils intègrent la Ligue centrale de hockey quand celle-ci absorbe la WHL. Dès leur première saison, ils remportent la Coupe Adams du vainqueur des séries éliminatoires. Après une finale perdue en 1979, ils remportent à nouveau la coupe en 1980 et 1981. En 1984, lorsque la LCH cesse ses activités, les six franchises rejoignent la Ligue internationale de hockey. Les Golden Eagles remportent la Coupe Turner du vainqueur des séries lors de leurs troisième et quatrième saisons. En 1994, la franchise déménage à Détroit et devient les Vipers.

## Statistiques
| No | Saison    | PJ | V  | D  | N  | BP  | BC  | Pts | Classement | Séries éliminatoires | Entraîneur     |
| -- | --------- | -- | -- | -- | -- | --- | --- | --- | ---------- | -------------------- | -------------- |
| 1  | 1969-1970 | 72 | 15 | 43 | 14 | 240 | 366 | 44  | 7e         | Non qualifiés        | Ray Kinasewich |
| 2  | 1970-1971 | 72 | 18 | 49 | 5  | 217 | 327 | 41  | 6e         | Non qualifiés        | Gus Bodnar     |
| 3  | 1971-1972 | 72 | 29 | 33 | 10 | 250 | 254 | 68  | 5e         | Non qualifiés        | Elwin Rollins  |
| 4  | 1972-1973 | 72 | 32 | 25 | 15 | 288 | 259 | 79  | 2e         | Finalistes           | Elwin Rollins  |
| 5  | 1973-1974 | 78 | 41 | 33 | 4  | 356 | 297 | 86  | 2e         | Éliminés au 1er tour | Elwin Rollins  |

| No | Saison    | PJ | V  | D  | N  | BP  | BC  | Pts | Classement | Séries éliminatoires | Entraîneur                |
| -- | --------- | -- | -- | -- | -- | --- | --- | --- | ---------- | -------------------- | ------------------------- |
| 6  | 1974-1975 | 78 | 43 | 24 | 11 | 317 | 245 | 97  | 1er, Nord  |                      | Jack Evans                |
| 7  | 1975-1976 | 76 | 37 | 35 | 4  | 300 | 299 | 78  | 3e         | Éliminés au 1er tour | Marv Edwards              |
| 8  | 1976-1977 | 76 | 31 | 39 | 6  | 276 | 288 | 68  | 5e         | Non qualifiés        | Marv Edwards              |
| 9  | 1977-1978 | 76 | 42 | 31 | 3  | 283 | 238 | 87  | 2e         | Éliminés au 1er tour | Barclay Plager Bob Plager |
| 10 | 1978-1979 | 76 | 47 | 22 | 7  | 314 | 209 | 101 | 1er        | Finalistes           | Jack Evans                |
| 11 | 1979-1980 | 80 | 49 | 24 | 7  | 342 | 259 | 105 | 1er        | Vainqueurs           | Jack Evans                |
| 12 | 1980-1981 | 80 | 46 | 29 | 5  | 368 | 295 | 97  | 2e         | Vainqueurs           | Jack Evans                |
| 13 | 1981-1982 | 80 | 47 | 30 | 3  | 368 | 329 | 97  | 1er, Nord  | Éliminés au 2e tour  | Jack Evans                |
| 14 | 1982-1983 | 80 | 41 | 38 | 1  | 318 | 312 | 83  | 4e         | Éliminés au 1er tour | Jack Evans                |
| 15 | 1983-1984 | 72 | 35 | 35 | 2  | 334 | 330 | 72  | 3e         | Éliminés au 1er tour | Jean-Paul Parisé          |

| No | Saison    | PJ | V  | D  | N | DP | DTB | BP  | BC  | Pts | Classement    | Séries éliminatoires | Entraîneur   |
| -- | --------- | -- | -- | -- | - | -- | --- | --- | --- | --- | ------------- | -------------------- | ------------ |
| 16 | 1984-1985 | 82 | 35 | 35 | 8 | 4  | 0   | 332 | 323 | 82  | 6e            | Éliminés au 1er tour | Tom Webster  |
| 17 | 1985-1986 | 82 | 44 | 36 | 0 | 2  | 0   | 340 | 325 | 90  | 4e, Ouest     | Éliminés au 1er tour | Wayne Thomas |
| 18 | 1986-1987 | 82 | 39 | 31 | 0 | 7  | 5   | 360 | 357 | 90  | 2e, Ouest     | Vainqueurs           | Wayne Thomas |
| 19 | 1987-1988 | 82 | 40 | 34 | 0 | 8  | 0   | 308 | 303 | 88  | 2e, Ouest     | Vainqueurs           | Paul Baxter  |
| 20 | 1988-1989 | 82 | 56 | 22 | 0 | 4  | 0   | 369 | 294 | 116 | 1er, Ouest    | Finalistes           | Paul Baxter  |
| 21 | 1989-1990 | 82 | 37 | 36 | 0 | 9  | 0   | 326 | 311 | 83  | 2e, Ouest     | Éliminés au 2e tour  | Bob Francis  |
| 22 | 1990-1991 | 83 | 50 | 28 | 0 | 5  | 0   | 353 | 296 | 105 | 2e, Ouest     | Éliminés au 1er tour | Bob Francis  |
| 23 | 1991-1992 | 82 | 33 | 40 | 0 | 1  | 8   | 252 | 304 | 75  | 4e, Ouest     | Éliminés au 1er tour | Bob Francis  |
| 24 | 1992-1993 | 82 | 38 | 39 | 0 | 3  | 2   | 269 | 305 | 81  | 2e, Pacifique | Non qualifiés        | Bob Francis  |
| 25 | 1993-1994 | 81 | 24 | 52 | 0 | 5  | 0   | 243 | 377 | 53  | 4e, Pacifique | Non qualifiés        | Dave Farrish |

## Logos successifs

Logo de 1969 à 1972
Logo à partir de 1972